# Deutsche Messe (Schubert)

Textdichter J. P. Neumann und Komponist Franz Schubert

Die so genannte Deutsche Messe in Es-Dur (Originaltitel: „Gesänge zur Feier des heiligen Opfers der Messe“, D 872) ist ein geistliches Musikwerk des Komponisten Franz Schubert aus dem Jahre 1826.
Es umfasst acht Messgesänge und einen Anhang.

## Geschichte
Das Werk wurde von dem Professor an der Wiener Technischen Hochschule Johann Philipp Neumann, der auch die Texte verfasste, in Auftrag gegeben. Von Schubert selbst gibt es zwei Fassungen, eine für vierstimmigen gemischten Chor mit Orgel sowie eine weitere, die zusätzlich je zwei Oboen, Klarinetten, Fagotte, Hörner und Trompeten, sowie drei Posaunen, Pauken und einen Kontrabass vorsieht. Daneben gibt es mehrere Bearbeitungen von Schuberts Bruder Ferdinand, darunter eine für drei Knabenstimmen mit Orgel sowie eine für vier Männerstimmen ohne Begleitung. Verbreitung gefunden hat das populäre Werk aber durch eine Vielzahl weiterer Bearbeitungen, die häufig auf die Bedürfnisse und Möglichkeiten der Pfarrgemeinden zugeschnitten wurden.
Ihren Namen hat die Deutsche Messe daher, dass sie, anders als die meisten geistlichen Werke der Zeit, die deutsche Sprache verwendet. Dies sowie die sehr freie, assoziative und romantisierende Übertragung und Interpretation des liturgischen Textes (s. u.) führte zur anfänglichen Ablehnung des Opus durch das Wiener Erzbischöfliche Konsistorium, erlangte jedoch bald weite Popularität, insbesondere durch die Verbreitung der deutschen Bet- und Singmesse in der ersten Hälfte des 20. Jahrhunderts.
Die Gesänge der Deutschen Messe sind im kirchlichen Alltag, insbesondere in Österreich und in Süddeutschland, bis zum heutigen Tag sehr verbreitet und populär. Einzelne Lieder aus der Messe sind im Stammteil des katholischen Gebets- und Gesangbuches Gotteslob enthalten, nämlich Wohin soll ich mich wenden (GL 145), Ehre, Ehre sei Gott in der Höhe (GL 413) und Heilig, heilig, heilig ist der Herr (GL 388); die vollständige Messe ist in mehreren Regionalanhängen des Gotteslob abgedruckt, so z. B. in der österreichischen Ausgabe unter der Nummer 711.

## Beschreibung

### Musik
Musikalisch ist die Deutsche Messe von schlicht-eingängiger, diatonischer Melodik und gleichmäßiger Rhythmik geprägt; Modulation wird weitgehend vermieden, wodurch sie für jedermann leicht singbar ist. Ihre acht strophisch gehaltenen und homophon gesetzten Teile erinnern in ihrer schlicht-syllabischen Deklamation an den Gemeindegesang und verraten deutlich, dass ihr Schöpfer seinen Weltruhm insbesondere als Liedkomponist errungen hat. Dabei stützt er sich zudem eindeutig auf das Vorbild des Deutschen Hochamtes von Michael Haydn, eines Komponisten, den er sehr schätzte.

### Text
Der Text stellt keine Übersetzung der tradierten lateinischen Vorlagen dar, sondern beruht vielmehr auf der Sammlung Geistliche Lieder für das heilige Messopfer des Auftraggebers J. P. Neumann aus dem Jahre 1826. Während die lateinischen Texte des katholischen Ritus großteils den Lobpreis Gottes in den Mittelpunkt stellen, rücken die Texte der Deutsche Messe eher den Menschen mit seinen irdischen Sorgen und Nöten ins Blickfeld und sollen auch als Messandachten dienen. Dem Römischen Ritus vor der Reform von 1969 folgend besteht die Messe aus folgenden Teilen:
1. Zum Eingang („Wohin soll ich mich wenden“)
2. Zum Gloria („Ehre, Ehre sei Gott in der Höhe“)
3. Zum Evangelium und Credo („Noch lag die Schöpfung formlos da“)
4. Zum Offertorium („Du gabst, o Herr, mir Sein und Leben“)
5. Zum Sanctus („Heilig, heilig, heilig! Heilig ist der Herr!“)
6. Nach der Elevation, oder: Nach der Wandlung („Betrachtend Deine Huld und Güte“)
7. Zum Agnus Dei („Mein Heiland, Herr und Meister“)
8. Schlussgesang („Herr, Du hast mein Fleh’n vernommen“)

Anhang. Das Gebet des Herrn („Anbetend Deine Macht und Größe“)